# Fisera eribola
Espèce
Synonymes
- Criomacha eribola Guest, 1887 - protonyme[2]

Fisera eribola est une espèce d'insectes lépidoptères de la famille des Geometridae qui vit en Australie.

## Publication originale
- (en) Edward Guest, « A classified list of Geometrina found around Balhannah, with notes on species », Transactions of the Royal Society of South Australia, Taylor & Francis, vol. 9,‎ 1887, p. 126-141 (ISSN 0372-1426 et 2204-0293, lire en ligne).